# Heinrich Kostrba
Heinrich Kostrba (Praga, 22 ottobre 1883 – Praga, 24 settembre 1926) è stato un aviatore austro-ungarico.
Di origine ceca, fu il primo a segnare tre vittorie in un solo giorno, il 18 febbraio 1916 ed altre tre il 29 giugno 1916; continuò arrivando ad otto vittorie aeree e diventando un caposquadrone ed un asso dell'aviazione.
Alla fine della prima guerra mondiale, Kostrbra aiutò il movimento indipendentista ceco a rovesciare il governo austro-ungarico. Divenne il primo ufficiale comandante dell'aviazione cecoslovacca. Il 24 settembre 1926 rimase ucciso in una collisione in volo.

## Biografia
Jindřich Kostrba nacque Heinrich Kostrba a Praga nel 1883. La sua famiglia apparteneva all'antica nobiltà boema, il cui cognome era Kostrba ze Skalice. Egli entrò a far parte del 73º reggimento di fanteria dell'Imperiale e regio esercito nel 1903. Nel maggio 1911 fu promosso al grado di oberleutnant. I suoi iniziali interessi per l'aviazione lo portarono a ottenere la qualifica di osservatore aereo ancor prima dell'inizio della prima guerra mondiale.

## Servizio nella prima guerra mondiale
Kostrba era nella Flik 8 della Kaiserliche und Königliche Luftfahrtruppen in battaglia in Russia nel 1914. Ricevette presto la terza classe della croce al merito militare, così come la 2ª classe della Croce di Ferro tedesca. Fu anche promosso a Hauptmann nel maggio del 1915.
Nel luglio del 1915 Kostrba fu trasferito alla Flik 4 sul fronte delle battaglie dell'Isonzo. Qui fu addestrato come pilota e ottenne l'abilitazione nell'ottobre del 1915. Fu vicecomandante e pilota nella Flik 4, usando entrambi gli aerei da ricognizione a due posti Hansa-Brandenburg C.I e un Fokker Eindecker. Il 18 febbraio 1916, a bordo del Fokker Eindecker numero di serie 03.51, riportò tre vittorie confermate, di cui due condivise con altri piloti. Durante un bombardamento di rappresaglia su Lubiana, Luigi Bailo muore, insieme al tenente colonnello Alfredo Barbieri, in un combattimento in volo sulla Selva di Tarnova con un trimotore della 1ª Squadriglia Caproni ed un altro bombardiere della 4ª Squadriglia Caproni viene attaccato da due Fokker tra cui quello Kostrba, viene costretto ad atterrare vicino a Merna in territorio austriaco.
Nel marzo del 1916 Kostrba ottenne il comando della Flik 23. Qui avrebbe volato solo sull'Hansa-Brandenburg C.I, ma avrebbe ottenuto altre cinque vittorie aeree confermate tra il 7 giugno ed il 20 agosto 1916. 
Il 29 giugno in un combattimento sul Pasubio con il Br. C.1 di Kostrba e dell'osservatore Johann Frint viene abbattuto il Caproni di Giovanni Facta (figlio di Luigi Facta Ministro delle Finanze dal 1910 al 1914 e presidente del Consiglio dei ministri dal 1922) della 10ª Squadriglia da bombardamento "Caproni", che atterra in emergenza oltre le linee italiane a Zocchi di Asiago distruggendosi causando la morte di Facta e dell'osservatore, tenente Guido Pacinotti.
Nel novembre del 1916 fu trasferito al comando della Flik 2.
Alla fine del 1918, mentre la guerra stava finendo, Kostrba fu nominato al comando della polizia militare di Praga. Il legame tra l'imminente fine della guerra e la sua nomina a questo nuovo comando non è chiaro. Tuttavia, quando i cechi arrestarono il generale Kestranek per rovesciare il governo austro-ungarico, fu Kostrbra che rimandò le truppe ungheresi e rumene nelle loro caserme invece di permettere loro di reprimere il colpo di stato.

## Il dopoguerra
Pochi giorni dopo la proclamazione dell'indipendenza ceca il 28 ottobre 1918, Kostrbra reclutava piloti per il nascente Corpo aereo dell'Esercito cecoslovacco. Ne fu il primo ufficiale comandante e fu rimosso dal comando dopo un anno di servizio, anche se non per mancanza di qualifiche: divergenze sia personali sia ideologiche con il ministro degli esteri Edvard Beneš portarono al suo licenziamento.
Nel 1921, Kostrbra tornò all'aviazione cecoslovacca come caposquadriglia. Nel settembre del 1926 fu in procinto di dimettersi dall'esercito per entrare nella compagnia aerea di bandiera. Circa una settimana prima che scattassero le sue dimissioni, fu incaricato di guidare una formazione di piloti jugoslavi da Praga a Varsavia il 24 settembre. Avvenne una collisione fatale contro un altro aereo durante il decollo della formazione ad un'altitudine di circa nove metri. Il 28 settembre 1926 Jindřich Kostrba fu onorato con un corteo funebre per le strade di Praga; la sua bara fu esposta sopra una fusoliera di aeroplano durante la processione.